# Совет мудрецов Торы
Совет Мудрецов Торы (ивр. מועצת חכמי התורה‎) — раввинский совет, высший орган израильской ультра-ортодоксальной сефардской партии «Шас». Совет определяет действия партии по всем вопросам, касающимся отношений религии и государства, экономики, политики и тому подобное.
Совет мудрецов Торы назначает политических руководителей партии Шас, которые подотчётны Совету мудрецов Торы и исполняют принимаемые им решения. 

## История создания
«Совет мудрецов Торы» был создан вместе с созданием партии «Шас» в 1982 году, чтобы служить органом духовного руководства нового движения. В качестве новой ортодоксальной партии, Шас последовал по стопам ашкеназской партии Агудат Исраэль и создал механизм, аналогичный её Совету знатоков Торы.

## Члены Совета
С 2015 года членами «Совета мудрецов Торы» являются:
- Раввин Шалом Коэн — духовный лидер [2]
- Раввин Шимон Баадани
- Раввин Моше Майя[ивр.]
- Раввин Давид Йосеф[ивр.] [3]
- Раввин Реувен Эльбаз[ивр.] [4]

## Секретари Совета
Секретарями «Совета мудрецов Торы» в разные периоды времени являлись:
- Раввин Ихизкель Асхаик[ивр.] — (1982 - 1990)
- Раввин Моше Майя[ивр.] —  (1990-1999)
- Раввин Рафаэль Пинхаси[ивр.] —  (1999-2013)
- Раввин Амир Криспал[ивр.] — с 2014 года